# Lou Barlow
Louis Knox Barlow, detto Lou (Dayton, 17 luglio 1966), è un cantautore statunitense.
È il bassista dei Dinosaur Jr. e viene considerato tra i pionieri del lo-fi rock con il suo progetto parallelo dei Sebadoh. Ha inoltre pubblicato dischi sotto lo pseudonimo di Sentridoh e con i Folk Implosion.

## Biografia
Nella sua infanzia, per la sua timidezza venne definito problematico per la iniziale difficoltà nell'apprendimento, la sensibilità caratteriale era al centro del suo vivere sociale che con la musica svanì nel tempo. 
Frequentò la scuola superiore a Westfield, Massachusetts, dove incontrò Scott Helland con il quale fondò il gruppo hardcore punk dei Deep Wound. A loro si unì poi come batterista J Mascis, dalla vicina cittadina di Amherst.

### Dinosaur Jr.
Nel 1984, dopo lo scioglimento dei Deep Wound, Barlow e Mascis fondarono i Dinosaur Jr. (inizialmente noti solo come Dinosaur). Il sodalizio artistico durò solo quattro anni e nel 1988 i continui litigi fra Mascis e Barlow portarono a scontri verbali tra i due, sebbene entrambi fossero molto introversi e non "loquaci" nel comunicare, e all'allontanamento di Barlow dal gruppo dopo la pubblicazione di Bug.
Dopo anni di separazione i Dinosaur Jr si riunirono dopo che J Mascis (detentore del marchio commerciale "Dinosaur Jr") contattò di nuovo Barlow tramite un agente discografico per riunire la band originale assieme al batterista del tempo Murph. Nel 2005 viene realizzato un nuovo disco: Beyond.

### Sebadoh e Folk Implosion
Dopo aver lasciato i Dinosaur Jr., Barlow si dedicò al suo side-project Sebadoh, che aveva formato anni prima assieme al polistrumentista Eric Gaffney. La musica del gruppo, un insieme delle liriche introspettive di Barlow e i dissonanti collage di rumori di Gaffney, fu uno dei primi esempi di lo-fi rock. In seguito si unì al gruppo anche il bassista Jason Loewenstein. I primi dischi del gruppo furono The Freed Man nel 1989 e Weed Forestin (1990), che in seguito furono ripubblicati assieme nel doppio album The Freed Weed.
Nel 1991 Barlow, per fuggire dalla crescente popolarità dei Sebadoh, si rifugiò in un nuovo progetto solista, i Sentridoh (pronuncia: 'sen-TRY-doh'). Il gruppo, anche se in realtà dietro il nome si celava il solo Barlow, era una versione ancora più a bassa fedeltà dei Sebadoh. Durò lo spazio di pochi anni durante i quali pubblicò una serie di cassette per la Shrimper Records, in seguito rimasterizzate su cd.
Nel 1994, Barlow diede vita anche ai Folk Implosion con l'amico John Davis. Dopo una serie di singoli e di EP il gruppo guadagnò la popolarità grazie alla colonna sonora del film Kids di Larry Clark, a cui collaborarono anche Slint, Daniel Johnston e Sebadoh. In particolare il singolo "Natural One" entrò a sorpresa nella top-40 della classifica di vendite, diventando così il maggior successo commerciale di Barlow.
Barlow continuò a portare avanti entrambi i progetti sino al 1999, anno in cui sciolse i Sebadoh dopo il disco omonimo. Gli anni seguenti divise i suoi impegni fra collaborazioni ad altri progetti e la Folk Implosion, con cui pubblicò One Part Lullaby nel 1999 e The New Folk Implosion nel 2003. Nel 2005 ha pubblicato il suo primo disco ufficiale da solista, Emoh.

## Discografia

### Album
| Anno | Titolo                                                                                          | Etichetta               |
| ---- | ----------------------------------------------------------------------------------------------- | ----------------------- |
| 1990 | Losers (cassette); revised in 1991                                                              | Shrimper                |
| 1992 | Most of the Worst and Some of the Best (cassette); selections included on Wasted Pieces reissue | Shrimper                |
| 1993 | Wasted Pieces (cassette); reissued on CD in 2003                                                | Shrimper                |
| 1994 | Winning Losers: A Collection of Home Recordings 89-93; reissued in 2006                         | Smells Like Records     |
| 1994 | Lou Barlow and His Sentridoh (compilation)                                                      | City Slang              |
| 1995 | The Original Losing Losers; reissue of Losers cassette                                          | Shrimper                |
| 1996 | Lou Barlow Plays Waterfront; authorised live album                                              | Spun                    |
| 2000 | Subsonic 6; split album with Rudy Trouvé                                                        | Sub Rosa                |
| 2002 | Free Sentridoh: Songs from Loobiecore                                                           | Loobiecore              |
| 2005 | Emoh                                                                                            | Merge                   |
| 2009 | Goodnight Unknown                                                                               | Merge                   |
| 2021 | Reason to Live                                                                                  | Joyful Noise Recordings |

### Singoli ed EP
| Year | Title                                                         | Label                  |
| ---- | ------------------------------------------------------------- | ---------------------- |
| 1992 | Losercore; later included on Winning Losers reissue           | Smells Like Records    |
| 1993 | The Mysterious Sentridoh                                      | Little Brother Records |
| 1993 | Sub Pop Singles Club - Dec 93                                 | Sub Pop                |
| 1993 | Louis Barlow's Acoustic Sentridoh                             | Lo-Fi Recordings       |
| 1994 | Lou Barlow and Friends: Another Collection of Home Recordings | Mint Records           |
| 2005 | Holding Back the Year                                         | Domino                 |
| 2007 | Mirror the Eye                                                | Acuarela               |
| 2009 | The Right                                                     | Domino                 |